# Nizom Sangow
Nizom Sangow (tadż. Низом Сангов; ur. 26 czerwca 1983 w Temurmalik w wilajecie chatlońskim) – tadżycki sztangista, olimpijczyk.
Uczestnik letnich igrzysk olimpijskich. Wystąpił na igrzyskach w Pekinie (2008) w kategorii wagowej do 69 kilogramów, w której zajął 24. miejsce z wynikiem 250 kg w dwuboju (115 kg w rwaniu i 135 kg w podrzucie). Była to ostatnia pozycja wśród zawodników sklasyfikowanych.
Trzykrotnie uczestniczył w mistrzostwach świata. Najwyższe miejsce zajął w 2005 roku (13. lokata). Uczestniczył także w mistrzostwach Azji i w igrzyskach azjatyckich, lecz bez medalowych zdobyczy (najlepszy wynik – 5. miejsce na mistrzostwach Azji w 2011 roku).